# Echinomuricea coronalis
Echinomuricea coronalis is een zachte koraalsoort uit de familie Plexauridae. De koraalsoort komt uit het geslacht Echinomuricea. Echinomuricea coronalis werd in 1896 voor het eerst wetenschappelijk beschreven door Germanos. 